# Вилаят аль-факих
Вилая́т аль-факи́х или велаят-е факих (араб. ولاية الفقيه‎, перс. ولایت فقیه‎ — «власть факиха») — политико-правовая доктрина шиитов-двунадесятников, подразумевающая, что в эпоху Большого сокрытия (гайбат кубра) двенадцатого имама Мухаммада аль-Махди руководство шиитами переходит к компетентным факихам и муджтахидам, передающим изречения (хадисы) пророка Мухаммада и имамов Ахл аль-Бейт.
В настоящее время представляет собой политический строй нескольких исламских республик[каких?], в том числе Ирана.

## Истоки
Существует стереотип, согласно которому концепция вилаят аль-факих является изобретением аятоллы Хомейни, и что многие другие шиитские богословы не приняли этой инновации. Однако в действительности доктрина вилаят аль-факих признаётся всеми усулитскими учёными.
Нынешний лидер Ирана, аятолла Али Хаменеи, отметил:
Теория велаят-е факих (вилаят аль-факих) является одним из очевидных положений шиитского фикха. Это сейчас многие от незнания утверждают, что теория велаяте факих была оригинальной инициативой имама Хомейни и что другие улемы её не одобряли. Но всякому, кто знаком с высказываниями богословов, ясно, что эта идея чётко и однозначно выражена в шиитском фикхе. Работа имама Хомейни заключается в том, что он разработал и записал эту теорию с учётом новых широких горизонтов, открывшихся в современном мире и мировой политике.
Причина такого единодушия между усулитскими учёными коренится в том, что доктрина вилаят аль-факих основывается на достоверных хадисах от шестого имама Джафара ас-Садика и двенадцатого имама Мухаммада аль-Махди.
Так, имам Джафар ас-Садик по этому поводу дал следующее указание:
Выберите судьёй того, кто передаёт наши хадисы, разбирается в дозволенном и недозволенном с точки зрения Шариата, в исламских предписаниях. Воистину, я признаю его в качестве вашего предводителя (хаким).
Этот хадис (здесь приведено только его окончание, интересующее нас в свете рассматриваемой темой), приводится в основных шиитских сборниках хадисов — таких, как «Аль-Кафи», «Тахзиб аль-ахкам», «Китаб аль-када» и т. д.
Кроме того, в шиитских источниках содержится и другой хадис, который возводится к двенадцатому имаму Мухаммаду аль-Махди:
Что касается событий, которые могут произойти [в будущем, и тогда вы почувствуете потребность в руководстве] (хавадис аль-вакиа), обращайтесь к передатчикам (руват) наших наставлений, которые являются моим доводом (худжат) для вас, а я — довод Аллаха (худжат Аллах) для всех вас.

## Трактовки
В шиитском мире существуют разногласия относительно интерпретации упомянутых выше хадисов, достоверность которых не вызывает у шиитских учёных сомнения.

### Позиция ахбаритов
Шииты ахбаритского направления не признают теорию вилаят аль-факих, ибо считают, что изречения Имамов о руководстве праведных и компетентных учёных в эпоху Сокрытия касаются мухаддисов (хадисоведов), собирающих и передающих изречения пророка Мухаммада и Ахл аль-Бейт. Что касается муджтахидов, то, не считая легитимным сам иджтихад, ахбариты не признают за ними легального статуса.
В усулитской части шиитского мира все учёные признают вилаят аль-факих, а разногласия касаются лишь интерпретации данной доктрины.

### Вилаят аль-факих гейр аль-мутлак
Сторонники этого понимания доктрины вилаят аль-факих считают, что, в отличие от полномочий пророков и имамов, полномочия факихов по руководству верующими носят не абсолютный, а ограниченный (гейр аль-мутлак) характер.
Согласно этой трактовке, факих обладает вилаятом (руководством) в таких сферах, как разъяснение дозволенного и запретного, сбор хумса, определение начала нового лунного месяца, разрешение имущественных споров.
Приверженцы этой концепции не считают, что факих должен непременно обладать государственной властью.
Часть из богословов, придерживающихся доктрины вилаят аль-факих гейр аль-мутлак отрицает легитимность создания исламского государства до выхода имама аль-Махди из сокрытия, полагая, что в этот период исповедание шиитского ислама должно сводиться к индивидуальной духовной практике (как то чтение дуа, зияратов) и соблюдению шариатских предписаний (исключая такие из них, как наказания категории худуд). Они выступают против смешения ислама и политики.
Другая часть адептов этой трактовки вилаят аль-факих признают связь ислама с политикой и издают политические фетвы, резонирующие с текущей политикой Ирана (страны, в которой доктрина вилаят аль-факих аль-мутлак является основой государственного устройства), однако не считают необходимой борьбу за учреждение исламского государства в иных частях мира, помимо Ирана, и считают для шиитов возможными иные формы социально-политической самоорганизации.

### Вилаят аль-факих аль-мутлак
Доктрина вилаят аль-факих аль-мутлак означает учение о том, что полномочия факиха по руководству распространяются на все общественные и социальные сферы, как то: управление государством, судопроизводство, взимание государственных налогов, международная политика и т. д.

#### В доктрине аятоллы Хомейни
Концепция абсолютного вилаята факиха ассоциируется прежде всего с именем Рухоллы Мусави Хомейни — лидера Исламской революции в Иране и основателя Исламской Республики Иран, разработавшего проект её государственного устройства на основе исламских предписаний.
Доктрина аятоллы Хомейни зиждется на ряде следующих тезисов:
- Политическое и религиозное начало в исламе представляют собой неразрывное единство. В исламе больше политических предписаний, чем ритуальных, и эти предписания напрямую касаются вопросов управления государством, экономики, войны и мира, международных отношений.

- Для того, чтобы претворить множество этих предписаний в жизнь, необходимо исламское правление и институализация власти справедливого и компетентного в области шариатских наук факиха. Без этого гарантировать исполнение значительной части исламских законов не представляется возможным в техническом отношении.

- Учреждение абсолютной власти факиха во времена сокрытия имама аль-Махди легитимно, поскольку имамы шиитов не стремились к власти лично для себя и рассматривали власть лишь как инструмент для воплощения шариатских предписаний. Соответственно, государственная власть факиха представляет собой не узурпацию власти имама аль-Махди, находящегося в сокрытии, а форму её реализации — при условии неуклонного следования фикху и учению двенадцати имамов шиизма.

- Другой целью абсолютного вилаята факиха является повеление одобряемого и запрет зла (амр би-ль-мааруф ва-н-нахи ан-аль-мункар), что входит в десять столпов веры (фуру ад-дин) шиитского ислама (в суннизме, напомним, столпов веры пять). Это подразумевает активное противостояние тирании и угнетению на международной арене, включая антиколониальную и антикапиталистическую борьбу. Олицетворением сил угнетения — «большим сатаной» — аятолла Хомейни считал США и государство Израиль.

- В отличие от имама, который, основываясь на интерпретации коранических аятов (в частности, аята 33 суры «Аль-Ахзаб»), считается в шиизме безгрешным, факих не обладает непорочностью как имманентно присущим ему качеством. Однако правящий факих (вали аль-факих) должен непременно обладать такими качествами, как справедливость, компетентность в области шариатских дисциплин и искренность в вере. В случае, если факих утрачивает праведность и отходит от шариата Ахл аль-Бейт в своём правлении, народ и другие богословы вправе сместить его.

- Методом прихода факиха к власти в стране с шиитским большинством является исламская революция. Отрицая наступательный джихад в форме прямого завоевания, аятолла Хомейни был автором концепции «экспорта исламской революции» в страны, где шииты и сторонники его политических идей накапливают критическую массу. Это не подпадает под категорию наступательного джихада, а относится к категории дифа — джихада оборонительного, предполагающего самозащиту народа от действий коррумпированных правительств. В настоящее время, впрочем, даже в Ливане, где действует созданное под эгидой Ирана движение Хезболла, политически активные шииты не спешат совершать исламскую революцию, полагая, что в странах, где шииты не составляют конфессионального большинства, предпочтительны иные формы самоорганизации и политические стратегии, нежели прямой приход к власти за счёт восстания.

#### В Конституции Ирана
Статья 5 Конституции Исламской Республики Иран гласит:
Во время отсутствия Вали-е-Аср (да приблизит Аллах его явление!) в Исламской Республике Иран управление делами правоверных и имамат в исламской умме возлагается на справедливого и набожного, обладающего широким кругозором, смелого и имеющего организаторские способности факиха, которые принимает эти обязанности согласно статье 107.
В главе восьмой полномочия и порядок избрания рахбара (правящего факиха) освещаются подробным образом. В начале этой главы даётся общее описания этой высшей государственной должности:
После кончины великого лидера мировой исламской революции и основателя Исламской Республики Иран великого аятоллы имама Хомейни (да будет с ним милость Аллаха!), который был абсолютным большинством народа признан в качестве лидера страны и “марджа-е таглид”, лидер страны назначается всенародно выбранными экспертами. Указанные эксперты проводят консультации относительно кандидатур всех факихов, отвечающих требованиям, указанным в статьях 5 и 109. Если они признают одного из них самым сведущим в установлениях и вопросах мусульманского права либо в политических и социальных проблемах, а также сочтут его признанным всем народом или обладающим выдающимися качествами из тех, что перечислены в статье 109, то выбирают его лидером страны. В ином случае они выбирают одного из указанных факихов в качестве лидера. Избранный экспертами лидер страны является предводителем мусульман (велаят-е амир) и несёт на себе всю связанную с этим ответственность. Лидер страны наряду с другими гражданами страны равен перед законом.

##### Требования к лидеру (рахбару)
В статье 109 главы 8 озвучиваются такие требования, как компетентность в области фикха, необходимая для вынесения фетв; справедливость и набожность; правильное мировоззрение; распорядительность, смелость, организаторские способности.

##### Полномочия лидера (рахбара)
В статье 110 главы 8 очерчивается следующий круг прав и обязанностей правящего факиха:
1. Определение политики страны после консультации с органом, состоящим из квалифицированных шиитских факихов и муджтахидов — Ассамблеей по государственной целесообразности;
2. Контроль за исполнением общей политической линии исламского государства;
3. Принятие решения о проведении плебисцита;
4. Объявление войны и мира;
5. Исполнение функций Верховного главнокомандующего;
6. Назначение и смещение факихов Совета по охране Конституции, главы судебной власти, председателя телерадиовещательной компании «Голос и образ Исламской Республики Иран», начальника объединённого штаба, главнокомандующих Корпусом Стражей Исламской революции, вооружёнными силами и внутренними войсками;
7. Упорядочивание отношений между тремя ветвями власти (законодательной, исполнительной и судебной);
8. Решение государственных проблем, которые не могут быть урегулированы на иначе, чем на высшем уровне;
9. Подпись указа о назначении президента, избранного народом;
10. Отстранение президента от власти с учётом интересов страны по решению Верховного суда или Меджлиса исламского совета, вынесших постановление о его несоответствии занимаемой должности;
11. Амнистия или смягчение наказания лицам, в отношении которых вынесен приговор, по предложению главы судебной власти.

##### Смерть правящего факиха или его отстранение от должности
Подобная гипотетическая ситуация освещается в статье 111 главы 8:
Если лидер страны будет не в состоянии исполнять свои законные обязанности, либо утратит качества, указанные в статьях 5 и 109, либо если станет известно, что он с самого начала не соответствовал этим требованиям, он смещается со своего поста.
Решение по этому поводу выносится экспертами согласно статье 108 Конституции.
В случае кончины, добровольного отстранения от обязанностей либо смещения лидера страны с его поста эксперты обязаны как можно скорее определить и представить нового лидера. До этого момента все обязанности лидера страны временно возлагаются на совет, состоящий из президента, главы судебной власти и одного из факихов Совета по охране конституции по выбору Ассамблеи по определению государственной целесообразности. Если же кто-либо из перечисленных лиц по какой-либо причине не сможет выполнять свои обязанности, по выбору Ассамблеи вместо него назначается другое лицо при условии сохранения большинства факихов.
Данный совет может выполнять функции, предусмотренные пунктами 1, 3, 5 и 10, частями”г”, “д” и “е” пункта 6 статьи 110, после утверждения их тремя четвертями от общего состава Ассамблеи по определению государственной целесообразности.

Если лидер страны вследствие болезни или несчастного случая временно не может исполнять свои обязанности, в течение этого периода его заменяет указанный в данной статье совет.